# Caso Pretoria
El Caso Pretoria es el nombre en clave dado por el entonces juez Baltasar Garzón a las actuaciones judiciales del 27 de octubre de 2009 por unos supuestos delitos de soborno, corrupción urbanística y blanqueamiento de dinero que hasta el momento ha originado la detención de 9 personas.
Entre los detenidos se encuentran: el exalcalde de Santa Coloma de Gramanet Bartomeu Muñoz (PSC), el concejal de Urbanismo Manuel Dobarco (PSC), el exconsejero de Finanzas de la Generalidad de Cataluña Macià Alavedra (CiU), el exsecretario general de la Presidencia Lluís Prenafeta (CiU), y el exdiputado (expulsado del PSC en 1992) Luis Andrés García Sáez, conocido por el apodo de Luigi. 
La investigación se desarrolló por la Unidad de la Guardia Civil especializada en delitos económicos bajo las órdenes del exjuez de la Audiencia Nacional Baltasar Garzón y tras dos años de pesquisas de la Fiscalía Anticorrupción y de la Agencia Tributaria. 
La Guardia Civil realizó registros en la sede del Ayuntamiento de Santa Coloma y buscó información de operaciones urbanísticas en los Ayuntamientos de Badalona y San Andrés de Llavaneras. También se llevaron a cabo registros en las viviendas y despachos de Prenafeta y Alavedra, así como en una empresa constructora de Hospitalet de Llobregat. 
El origen de la investigación se encuentra en el sumario del caso por blanqueamiento de dinero BBVA Privanza, que operaba en la isla de Jersey (Islas del Canal) en 2002.
En enero de 2011 la Audiencia Nacional avaló la utilización de escuchas telefónicas por parte del exjuez Garzón y Pablo Ruz (este último, sucesor de Garzón en la misma instrucción) en este caso. El juez Ruz Mantenía, en estos momentos del caso, imputaciones contra 20 acusados.